# Lauteraarhorn
Lauteraarhorn är en bergstopp på gränsen mellan kommunerna Grindelwald och Guttannen i kantonen Bern i Schweiz. Den är belägen i Bernalperna, cirka 65 kilometer sydost om huvudstaden Bern. Bergstoppen ligger norr om Finsteraarhorn och strax sydost om Schreckhorn. Toppen på Lauteraarhorn är 4 042 meter över havet.